# 린나이
린나이(일본어: リンナイ, 영어: Rinnai)는 일본 굴지의 가스기기 전문 업체이다.

## 개요
나고야 가스(지금의 도호 가스(東邦ガス) 주식회사)의 사원이었던 하야시 겐키치(林 兼吉)와 나이토 히데지로(内藤秀次郎)가 스웨덴제 석유 풍로(風爐)를 양도받은 일이 계기가 되어 1920년 9월에 석유 풍로 도매 회사였던 "린나이 상회" (林内商会)를 창립한 것이 린나이의 시초이다. 사명 "린나이"는 하야시 겐키치(林 兼吉)와 나이토 히데지로(内藤秀次郎)의 성씨 앞 글자를 따서 지은 것으로, 처음에는 나이토의 이름을 앞에 세운 나이린(ナイリン)이란 사명을 사용했으나, 이후 어감 상의 이유로 순서를 바꿔 지금의 린나이로 고쳤다.

## 같이 보기
- 린나이코리아